# Бяла-Река (Великотырновская область)
Бяла-Река (болг. Бяла река) — село в Болгарии. Находится в Великотырновской области, входит в общину Сухиндол. Население составляет 220 человек (2022).

## Политическая ситуация
В местном кметстве Бяла-Река, в состав которого входит Бяла-Река, должность кмета (старосты) исполняет Мадлена Любенова Русанова (Болгарская социалистическая партия (БСП)) по результатам выборов.
Кмет (мэр) общины Сухиндол — Пламен Димитров Чернев (Болгарская социалистическая партия (БСП)) по результатам выборов.